# سيمون دريك (كاتب)
سيمون دريك (بالإنجليزية: Simon Drake)‏ (1975 في بريزبان، أستراليا - )؛ كاتب وروائي خيال علمي وغير خيالي أسترالي.